# MSN
MSN (abreviación de The MicroSoft Network, estilizado como msn) es una colección de servicios de internet ofrecidos por Microsoft. Fue lanzado inicialmente el 24 de agosto de 1995, para coincidir con el lanzamiento de Windows 95. Los servicios proporcionados han cambiado significativamente desde su lanzamiento. El servicio de correo electrónico fue el primero ofrecido (hasta que el 7 de mayo de 2007 fue reemplazado por Windows Live Hotmail y actualmente por Outlook.com), seguido por el servicio de mensajería instantánea MSN Messenger, que a su vez fue reemplazado por Windows Live Messenger y actualmente por Skype.
Microsoft utiliza el nombre comercial de MSN para promover numerosos servicios populares basados en la web desde finales de los años noventa, en particular Hotmail y Messenger, antes de reorganizar a muchos de ellos en 2005 y 2006, bajo el nombre de Windows Live. El portal de internet MSN, msn.com, ofrece una gran cantidad de contenido.

## MSN, el proveedor de servicios de Internet

### MSN Classic
El concepto de MSN fue creado por el Grupo de Tecnología Avanzada (Advanced Technology Group) de Microsoft. MSN originalmente fue concebido en los Estados Unidos como un servicio de contenidos en línea, suministrando contenido propietario a través de una interfaz de carpetas de archivos y directorios, integrada en el Explorador de Windows de Windows 95.
A continuación se añadió otro servicio, oficialmente conocido como "The Microsoft Network", que fue lanzado junto con Windows 95, el 24 de agosto de 1995, promocionado a través de Windows y otro software de Microsoft publicado en el momento. El soporte del producto se ofrecía a través del servicio MSN, así como información tal como noticias y meteorología, capacidades básicas de correo electrónico, salas de chat y sistemas de mensajes similares a los grupos de noticias.
El acceso libre a Internet no fue originalmente incluido en el servicio MSN clásico, sino que fue ofrecido rápidamente a través del navegador Internet Explorer de Microsoft, que estaba disponible como descarga desde el servicio MSN o como parte de los paquetes para Windows 95, Plus!.

### MSN 2.0
En 1996, en respuesta a la creciente demanda y rápido crecimiento de Internet, Microsoft cambió de nombre el servicio MSN existente por "MSN Classic" y crea una nueva versión, denominada "MSN 2.0
", que combina el acceso a Internet con contenido multimedia basado en la web en un nuevo programa conocido como el "Visor de programas MSN". El servicio se lanzó a los suscriptores de MSN el 10 de octubre de 1996; la salida al mercado global fue el 10 de diciembre de 1996.
Microsoft explotó MSN 2.0 con una serie de anuncios y materiales promocionales que describen al servicio con la frase, "cada nuevo universo comienza con un big bang". La empresa ofreció el inicialmente el nuevo MSN 2.0 en un CD-ROM que envió a los suscriptores MSN durante el otoño de 1996. La presentación de MSN en este CD era de un estilo ambicioso y llamativo, una experiencia interactiva en vídeo que presentaba a los suscriptores actuales y futuros la nueva versión de MSN y describía las características del software MSN 2.0.

### Intentos menos ambiciosos
En 1997, Max Pentzke después de abandonar el formato multimedia interactivo, el servicio MSN fue nuevamente reenfocado, esta vez como un servicio de acceso a Internet más tradicional. Con el lanzamiento de MSN 2.5 a finales de 1997, algunos servicios exclusivos de MSN se ofrecían mediante el Visor de programas de MSN, el nuevo servicio estaba dirigido principalmente a clientes poco exigentes, basado en texto, sitios web que cualquier persona en Internet podría tener acceso, en lugar de espectáculos interactivos.
Acompañando al Visor de programas de MSN en MSN 2.5 fue "MSN inicio rápido", un icono dentro del área de notificación de Windows. Como el Visor de programas de MSN en MSN 2.0, el menú de inicio rápido de MSN podía actualizarse de forma dinámica con contenido actualizado y servicios MSN.
Con el lanzamiento de MSN Internet Access 2.6 en 1998, el Visor de programas de MSN fue desechado finalmente sustituyéndolo el conocido Explorer. Otra nueva versión del servicio de MSN Internet Access 5.0, se lanzó junto con Internet Explorer 5.0 en 1999. MSN 5.0 era en gran medida idéntico a MSN 2.6.
Por esta época, MSN comenzó a centrarse en convertirse en un portal de Internet para usuarios de otros proveedores de servicios de Internet. Basándose en el éxito del servicio de correo electrónico en web de MSN, Hotmail, que fue adquirida por Microsoft en diciembre de 1997, en 1999 se inició el MSN Messenger Service para mensajería instantánea.
La versión de Windows XP en 2001 (que también trajo consigo Internet Explorer 6.0), incluía para los usuarios de MSN Internet Access un programa llamado MSN Explorer (MSN 6.0). Esto era similar al Visor de programas de MSN que proporcionó sitios web MSN y contenido a través de una interfaz personalizada de Internet Explorer. El programa fue renombrado como simplemente "MSN" para las versiones 7, 8 y 9, que fueron lanzados en los años sucesivos. MSN 9 fue la última versión de software especial de MSN para acceso telefónico a Internet.

### En los últimos años
Tanto en Estados Unidos como en Canadá, MSN sigue siendo un proveedor de servicio de acceso telefónico a Internet y el segundo mayor servicio proveedor de Internet en los Estados Unidos, solo superado por AOL, que había mantenido unos 10 millones de clientes a finales de 2007. MSN incluye su servicio de acceso telefónico con una cuenta de correo electrónico en el software MSN.com y seguridad, como cortafuegos y Antivirus.
Para clientes con acceso a Internet de alta velocidad y banda ancha, MSN se ha asociado con Verizon, Qwest y Bell Sympatico. Verizon, Qwest y Bell Canada proporcionan la conexión de banda ancha y facturan directamente a sus clientes. El software MSN incluido, conocido como "MSN Premium", ofrece una interfaz personalizada similar a las características de seguridad similares a las del paquete de seguridad de Windows Live OneCare más recientes y MSN 9 dial-up software. El paquete de Internet de banda ancha de Microsoft desde entonces ha cambiado su nombre de marca Windows Live. Los nuevos clientes de Verizon acceso a Internet de banda ancha solo pueden suscribirse a Windows Live y no a MSN Premium. Los clientes de MSN Premium que deseen cambiar a Windows Live no podrán volver a su antiguo servicio ya que Microsoft ha dejado de ofrecerlo.

## MSN, el portal de Internet

### Inicio de Internet
Desde 1995 hasta 1998, el dominio de MSN.com se utilizó para ofrecer MSN como un proveedor de servicios de Internet. En aquel momento, MSN.com también acostumbraba a iniciar su página junto a un tutorial de Internet, pero el portal de Internet más importante de Microsoft era conocido como "Microsoft Internet Start", ubicado en home.microsoft.com. Se sirvió como la página de inicio predeterminada para Internet Explorer y ofrece información básica como noticias, clima, deportes, entretenimiento, enlaces a sitios web en Internet, artículos de miembros del personal de Microsoft y actualizaciones de software. El sitio web de noticias de Microsoft, msnbc.com, que comenzó su singladura en 1996, también estuvo estrechamente ligado a los inicios de Internet.

### MSN.com
En 1998, el dominio en gran medida infrautilizado msn.com tuvo que reinventarse como portal de Internet y como la marca para una familia de sitios producidos dentro Interactive Media Group de Microsoft. El nuevo sitio pone MSN en competencia directa con sitios como Yahoo! y Go Network. El nuevo formato de contenido abierto del MSN, se ofrecía por suscripción y era conocido como "MSN Internet Access". El relanzamientó de MSN.com incluía una familia completa de sitios, incluyendo el contenido original, canales que se llevaron a través de web espectáculos que formaban parte de la "MSN 2.0" y nuevas características que rápidamente se agregaron. También se convirtió en una sucesora de la página de inicio predeterminada de Internet Explorer, como los anteriores "Microsoft Internet Start", se fusionó con msn.com.
Desde entonces, msn.com sigue siendo un destino popular, lanzando nuevos servicios y sitios de contenido. MSN servicios de Hotmail y Messenger se lanzaron desde el portal msn.com. MSN Search, un motor de búsqueda dedicado para el portal, se lanzaría en 1999. El portal MSN.com y todo el conjunto de servicios del portal siguieron prestándose de igual manera durante la siguiente década.
En 2010, sería realizado un cambio de imagen de la página, el que incluía simplificación de sus categorías (Noticias, Entretenimiento, Deporte, Dinero, Estilo de Vida y más), integración con Twitter y Facebook, entre otros cambios.

### Windows Live
Muchos de los servicios de MSN se reorganizaron en 2006 bajo un nuevo nombre de marca, Windows Live. Este movimiento fue parte de la estrategia para mejorar sus ofertas en línea usando el nombre de marca de Windows de Microsoft. La compañía también hizo una revisión de su software en línea y de sus servicios debido a la fuerte competencia de sus rivales, Yahoo! y Google principalmente. Windows Live utiliza tecnología "Web 2.0" para ofrecer servicios que tradicionalmente solo estaban disponibles con utilidades locales dedicadas.
Algunos de los servicios MSN afectados por el renombramiento incluían MSN Hotmail, que se convirtió en Windows Live Hotmail; MSN Messenger, que se convirtió en Windows Live Messenger; MSN Search, que se convirtió en Bing (anteriormente Live Search); MSN Virtual Earth, que se convirtió en Bing Maps; MSN Spaces, que se convirtió en Windows Live Spaces; alertas de MSN, que se convirtió en Windows Live Alerts; y grupos de MSN, que se convirtió en grupos de Windows Live. Otros servicios relacionados, como MSN Direct, se han mantenido como parte de la familia MSN sin realizar la transición a Windows Live.
Tras el lanzamiento de Windows Live, la marca MSN tomó un enfoque diferente. MSN ahora es principalmente un proveedor de contenidos en línea de noticias, entretenimiento y temas de interés común a través de su portal de Internet, msn.com, mientras que Windows Live ofrece la mayoría de software en línea y los servicios de Microsoft.
Finalmente el servicio sería desplazado a comienzos de noviembre de 2012 y las cuentas quedarían vinculadas al servicio Skype.

## Otros servicios conocidos como MSN
Además del proveedor de servicios de Internet y el portal de Internet, el nombre "MSN" se ha utilizado para una serie de servicios relacionados. Los dos más populares de estos son Hotmail y Messenger. Para obtener más información, véase Lista de los servicios de MSN

### Outlook
Hotmail es un servicio de correo electrónico gratuito basado en web de Microsoft. Originalmente comenzó en 1996 como un servicio independiente, se convirtió en parte de la familia MSN en 1997 y desde 2006, ha sido parte del Grupo de Windows Live "servicios en línea". Hotmail tiene más de 380 millones de usuarios en todo el mundo y está disponible en 35 idiomas

### MSN Explorer
MSN Explorer es un navegador web que reúne los servicios MSN Messenger y Hotmail en un software de internet todo-en-uno. MSN Explorer 1.1 se incluyó originalmente en Windows Whistler build 2410 (solo para el servidor). En muchos sentidos es similar al software de internet AOLs, como AOL ha construido en un cliente de correo electrónico y las versiones de MSN más tarde de lo que requiere 7.5, así como software de internet AOLs pagan su suscripción, sin embargo, en las versiones de MSN posteriores a la 7.5, los usuarios puedan mantener su actual ISP así como el uso de MSN. La versión más reciente de MSN Explorer es la 9.6, sin embargo MSN Explorer 10 fue incluido con ciertas compilaciones de Windows Longhorn. MSN Explorer ha dejado de desarrollarse, sin embargo, Microsoft aún lo ofrece.